# Goggia
Genre
Goggia est un genre de gecko de la famille des Gekkonidae.

## Répartition
Les espèces de ce genre se rencontrent en Afrique du Sud et en Namibie.

## Liste des espèces
Selon The Reptile Database (9 novembre 2017) :
- Goggia braacki (Good, Bauer & Branch, 1996)
- Goggia essexi (Hewitt, 1925)
- Goggia gemmula (Bauer, Branch & Good, 1996)
- Goggia hewitti (Branch, Bauer & Good, 1995)
- Goggia hexapora (Branch, Bauer & Good, 1995)
- Goggia incognita Heinicke, Turk & Bauer, 2017[3]
- Goggia lineata (Gray, 1838)
- Goggia matzikamaensis Heinicke, Turk & Bauer, 2017[3]
- Goggia microlepidota (Fitzsimons, 1939)
- Goggia rupicola (Fitzsimons, 1938)

## Publication originale
- Bauer, Good & Branch, 1997 : The taxonomy of the southern African leaf-toed geckos (Squamata: Gekkonidae), with a review of Old World Phyllodactylus and the description of five new genera. Proceedings of the California Academy of Sciences, ser. 4, vol. 49, no 14, p. 447-497 (texte intégral).